# Katja von Garnier
Katja von Garnier (nascuda el 15 de desembre de 1966 a Wiesbaden) és una directora de cinema alemanya.

## Biografia
De 1989 a 1994, va estudiar a la Universitat de la Televisió i Cinema de Munic. La seva pel·lícula pràctica de 1993 Abgeschminkt! es va projectar als cinemes de tot Alemanya i va atreure 1,2 milions d'espectadprs. El projecte havia estat rebutjat per diversos productors que no creien que una pel·lícula d'una hora pogués convertir-se en un èxit comercial.
La pel·lícula de 1997 Bandits protagonitzada per Katja Riemann també va ser un èxit comercial i va ser la guanyadora del Gran Premi al 10è Festival Internacional de Cinema Fantàstic de Yubari celebrat el febrer de 1999.
El 1999, va ser membre del jurat del 49è Festival Internacional de Cinema de Berlín.
El 2002, va dirigir per primera vegada als Estats Units. La pel·lícula resultant Iron Jawed Angels sobre el moviment del sufragi femení va ser produïda per HBO Films i estrenada el 2004.

## Filmografia
- 1989: Tagtrauma (curt)
- 1991: Lautlos (curt)
- 1993: Abgeschminkt!
- 1997: Denk ich an Deutschland …} – Kix? (documental de televisió)
- 1997: Bandits
- 2004: Iron Jawed Angels (telefilm)
- 2007: La marca del llop
- 2013: Lliures com el vent
- 2015: Ostwind 2
- 2015: Forever and a Day (retrat del grup alemany Scorpions)
- 2017: Ostwind – Aufbruch nach Ora

## Premis
- 1993 Bayerischer Filmpreis, Millor director novell[5]

## Vida personal
Juntament amb el seu marit, el director Markus Goller, i el seu fill Merlí, Katja von Garnier viu a Los Angeles.